# Semirecta
Una semirecta és el conjunt de punts de l'espai que formen un punt d'una recta, anomenat origen de la semirecta i tots els punts d'aquesta recta que el segueixen segons un dels seus sentits. Un punt contingut en una recta divideix doncs aquesta recta en dues semirectes, que anomenem oposades. Així, una semirecta té un primer punt, però no té cap últim punt.